# Adolfo Frederico Luna Freire
Adolfo Frederico Luna Freire (Recife, 29 de agosto de 1864 – Rio de Janeiro, 25 de setembro de 1953),  foi um médico brasileiro.
Médico diplomado pela Faculdade de Medicina do Rio de Janeiro em 1887.
Transferiu-se em 1889 para o estado do Ceará. por motivo de saúde, onde exerceu sua profissão e foi professor de Ciências Naturais da Escola Militar.
Foi articulista do periódico Gazeta do Norte.
Depois, em Pernambuco, trabalhou nas enfermarias do Hospital Pedro II, colaborando na Sociedade de Medicina de Pernambuco.
Foi eleito membro da Academia Nacional de Medicina em 1900, retornando ao Rio de Janeiro em 1901. É o patrono da cadeira 98 da ANM.
Atuou como médico na Santa Casa de Misericórdia e no Hospital da Gamboa. Foi sanitarista da Diretoria de Saúde Pública, onde colaborou com Oswaldo Cruz.
Atuou na Primeira Guerra Mundial, na Missão Médica Militar enviada pelo Brasil, com o posto de coronel.